# 戰鬥潮流
《JoJo的奇妙冒險 第二部 戰鬥潮流》（日語：ジョジョの奇妙な冒険 Part2 戦闘潮流）為荒木飛呂彥創作的日本漫畫《JoJo的奇妙冒險》的第二部，自1987年至1989年連載於《週刊少年JUMP》，收錄於單行本第5至12集。「戰鬥潮流」為之後添加的副標題，連載當時的副標題為「第二部 喬瑟夫‧喬斯達 高貴的血統」。於2012年改編成動畫。

## 故事大綱
故事發生在《幻影血脈》後50年，1938年的美國紐約，主角是喬納森·喬斯達的孫子喬瑟夫·喬斯達（JoJo），擁有與生俱來的波紋力量。
當年和喬納森·喬斯達協助擊倒吸血鬼迪奧的羅伯特·E·O·史比特瓦根，與在墨西哥的考古團隊，發現了沉睡在石柱上的古代生物「柱之男」和數十個石鬼面，便連同成了波紋門派的掌門人的史特雷，一起前往墨西哥。史特雷在見到石鬼面後鬼迷心竅，将史比特瓦根打成重伤並戴上面具，成為吸血鬼。史特雷擔憂具有波紋素質的喬瑟夫，將會成為自己的威脅，便前往美國企圖殺他。而納粹德國將領魯道夫·馮·修特羅海姆的部隊，在墨西哥發現了昏厥的史比特瓦根，便把他救活、連同柱之男沉睡的石柱一同帶到了納粹基地之中。打倒了史特雷的喬瑟夫，聽到史比特瓦根被納粹德國救治的消息，隻身前往墨西哥。修特羅海姆喚醒柱之男並將之命名為“桑塔納”，再透過實驗發現他有高度的智慧和戰鬥力，趕到基地的喬瑟夫將桑塔納打敗，但修特羅海姆也在戰鬥中自爆，並透露羅馬有另外三名柱之男的消息。
喬瑟夫前往羅馬，並和威廉·A·齊貝林的孫子、同樣是波紋戰士的西薩·A·齊貝林會合，受史比特瓦根先生之托，西撒请友人德国人马克，带领乔瑟夫和史比特瓦根，参观在纳粹德国控制之下的柱之男沉睡之地。柱之男十分巧合地在当日苏醒，但兩人的實力遠不如三名柱之男：瓦姆烏、艾西迪西（艾特西）和卡茲。西撒和乔瑟夫先後向柱之男瓦姆乌应战却被重伤。乔瑟夫重伤后托着受伤的身躯，引开瓦姆乌以保全西撒和史比特瓦根，后利用心理战术为自己捡回一条性命，却不幸被柱之男瓦姆乌和艾西迪西（艾特西），在心脏和喉咙上装了两个毒指环。限其33天内打败他们，否则乔瑟夫便会毒发身亡。目睹一切的西撒下定决心要和乔瑟夫一起修炼波纹变强。落敗的兩人向西薩的波紋師父莉莎莉莎求教，並通過了一個月的嚴苛試煉，且得知莉莎莉莎手上的恩嘉紅寶石，便是柱之男進化所需要的祕寶。喬瑟夫擊敗了前來奪取紅寶石的艾西迪西後，為了奪還被寄往瑞士聖莫里茨的紅寶石，和西薩、莉莎莉莎一同前往瑞士，他們在那裡與用納粹科技重生成改造人的修特羅海姆會合。西薩為了打倒柱之男，獨自一人潛入他們的根據地，但卻命喪瓦姆烏手中。莉莎莉莎對柱之男提出了賭上恩嘉紅寶石的單挑對決，在經歷了戰車對決後，喬瑟夫擊敗了瓦姆烏，之後喬瑟夫向瓦姆烏釋出敬意，而瓦姆烏也在死前承認喬瑟夫是一位偉大的戰士。但莉莎莉莎卻敗給卡茲。喬瑟夫和抓著莉莎莉莎的卡茲進行對峙，最後智敗對方，將其擊落並奪回莉莎莉莎。其後卡茲戴上裝上恩嘉紅寶石的石鬼面，反過來利用德軍照射的紫外線，並且進化為夢寐以求的無敵究極生物。
進化成究級生物的卡茲把喬瑟夫的左手斬斷，並用百倍波紋將其打成重傷，在卡茲對喬瑟夫使出最後一擊時，意外擊中對方手心的恩嘉紅寶石並促使火山噴發，火山把卡茲推到了大氣層之外，沒有辦法再回到地球的卡茲，在宇宙中生不如死地漂浮；另一方面、被火山爆發波及的喬瑟夫卻幸運的存活下來掉入海中，之後他在絲吉Q的照顧下養傷，還在修特羅哈姆的幫助下，裝了一隻機械義肢來替代原來的左手，功能和真手毫無區別，並與莉莎莉莎的僕人絲吉Q結婚。

## 登場人物

### 波紋戰士
喬瑟夫·喬斯達（Joseph Joestar）
【青年期】日本配音：杉田智和（電視動畫版、ASB版、EOH版、SS版、J群星勝利對決）；大塚芳忠（第三部對戰型格鬥遊戲）
【老年期】日本配音：内海賢二（第三部廣播劇CD・第1卷、第3卷）；納谷悟朗（第三部廣播劇CD・第2卷）；大塚周夫（第三部OVA版）；大川透（第三部對戰型格鬥遊戲）；杉田智和（電視動畫版・第二部、ASB版）；石塚運昇（電視動畫版・第三部、第四部、EoH版、SS版）
海外配音：馬伯強〔第二部、第三部〕、梁興昌〔第四部〕（台灣）；陳廷軒、李致林〔少年時期〕（香港）
演員：本·謝爾頓（特摄電影）
第二部的主角（JoJo），並在第三部擔任重要配角、在第四部擔任次要配角。系列第一部《幻影血脈》的主角喬納森·喬斯達的孫子，系列第三部《星塵鬥士》的主角空條承太郎的外祖父。空條荷莉和系列第四部《不滅鑽石》的主角東方仗助的父親。
喬瑟夫的父親是喬納森的遺腹子喬治·喬斯達二世，母親是喬納森死前在客輪上拯救的女嬰伊莉莎白，1920年9月27日出生於英國倫敦，在出生後沒多久，擔任飛行軍官的喬治因為發現自己軍中的上司是迪奧倖存的屍生人手下，慘遭對方殺害，為了替丈夫報仇，伊莉莎白殺死了屍生人，卻遭到軍方通緝而被迫躲藏起來。祖母艾莉娜擔心喬瑟夫會落入父親和祖父的死局，因此決定讓他誤以為自己的父母已經雙亡。當時，艾莉娜和史比特瓦根共同照顧喬瑟夫。年幼的喬瑟夫很早就掌握了從祖父那裡繼承的波紋能力，並在史比特瓦根被綁架時首次展現了這種能力，但本人卻因為非常討厭「努力」而缺乏修練。
喬瑟夫和祖父喬納森長得非常相似，但性格散漫、輕浮還有點好色，完全算不上是紳士。喬瑟夫同時也是個性情急躁、衝動且好鬥的年輕人。很容易對任何輕微的挑釁做出激烈的反應。在少年時期多次參與打架，導致他入獄七次，並一度被學校開除。喬瑟夫經常嘲諷敵人，並以激怒他們為樂。他標誌性的嘲諷方式是預測敵人的下一句台詞，並反問對方「你的下一句話是不是要說...」。擅長運用戰場上的素材和道具（头发，钢珠，可乐，玻璃杯，汤姆逊机枪，手榴弹，毛线，仙人掌等）製作陷阱和機關，巧妙地以奇計制勝，在波紋能力的運用上，要遠強於他的祖父喬納森，使用波纹在水面行走，喬納森小腿陷入水中，而喬瑟夫可以完全走在水上，而且身体与反应能力可以躲开空裂眼刺惊并进行反击（喬納森则是非初见眼刺惊的情况下，事先做出回避但没躲过去），喬瑟夫還創造出喬斯達家族的密技-逃跑，只要遇到困難就先拔腿逃跑，邊跑邊思考接下來的戰略並反轉對自己有利的立場，此密技在第三部中也有被其外孫-空条承太郎使用。
1938年，18歲的喬瑟夫與艾莉娜到美國紐約遊玩。在那裡，他對遭到警察種族歧視的黑人扒手史摩基伸出援手，兩人成為好友。在歷經與使用時鬼面變成吸血鬼的史特雷戰鬥後，為了尋找失蹤的史比特瓦根隻身前往墨西哥，捲入了與柱之男桑塔納的戰鬥。他得到了德國納粹軍官修特羅海姆的幫助打敗了桑塔納，但卻意外得知還有另外三個柱之男在義大利羅馬的消息，之後喬瑟夫來到義大利，與齊貝林男爵的孫子西薩一起成為波紋導師麗莎麗莎的學徒，期間卻被另外兩個更高階的柱之男艾西迪西和瓦姆烏在喉嚨和心臟內植入了毒指環，並被宣判一個月後將會死亡，唯一的存活方式就是打敗兩人，並取得他們佩戴的解毒劑。期間喬瑟夫憑藉著自己的努力，最終完全掌握了波紋之力。之後他歷經與艾西迪西和瓦姆烏的戰鬥，以及摯友西薩的陣亡獲得巨大的成長。在與成為終極生命體的柱之男之首卡茲的最終決戰中，喬瑟夫被卡茲砍斷了左臂。然而，他利用艾哲紅石引發的火山爆發以及卡茲意外刺穿左臂的結果，將卡茲放逐到了外太空。
幾週後，誤以為喬瑟夫已經死於火山爆發的艾莉娜、麗莎麗莎、史摩基等人為喬瑟夫舉行了葬禮，但喬瑟夫本人卻闖入了現場，原來他很幸運地在火山爆發時因一塊岩石的阻擋而掉進海裡，在被一艘威尼斯漁船救起後，由麗莎麗莎的女傭絲吉Q照顧至康復。但絲吉Q卻忘了傳電報告知喬瑟夫還活著消息。喬瑟夫向眾人宣布了與絲吉Q結婚的消息。1942年，喬瑟夫得知自己與麗莎麗莎的母子關係後，搬到了紐約居住，靠著不動產生意成立了「喬斯達不動產公司」。而他被砍斷的左手也透過修特羅海姆裝設了機器義手。
是作者第三個喜歡的JOJO，在最喜歡角色中排名第六。
西撒·A·齊貝林（Caesar Anthonio Zeppeli）
配音：佐藤拓也（日本）；梁興昌（台灣）；李凱傑（香港）
喬瑟夫的戰友，麗莎麗莎的徒弟。20歲。第一部中的威廉·A·齊貝林的孫子。性格風流。頭上綁著鋸齒圖案的頭帶，臉頰兩側有淡淡的胎記。招式是透過手套中特殊的構造，放出帶有波紋的肥皂泡攻擊。
1918年5月13日出生於的義大利。雖然幼年喪母，但和父親馬里奧以及弟弟妹妹們仍然一起過著幸福的生活。就在西撒10歲時，父親突然一聲不響的離開家庭，而作為生活費留下的資金也被母親的一名遠方親戚騙走，使得西撒和其他弟妹被分散送入環境不好的孤兒院。於是他開始憎恨父親，從孤兒院逃跑後在羅馬的貧民街過起打架、縱火、搶劫的犯罪生活，而也是在這個時期，他無意間學會了將波紋集中在拳頭，並一擊就能使對方昏迷一個月的波紋攻擊，被周圍的人所懼怕。16歲時，西撒終於在羅馬競技場附近發現了父親馬里奧的身影。西撒為了殺死父親而跟蹤他到在羅馬競技場，無意中被沈睡在牆壁 的柱之男吸引，在險些遭柱之男吸收的時候被父親一把推開，但也因為這個舉動，父親代替他被吸入牆壁，沒認出眼前的青年是自己的兒子就死了，對於父親為了陌生人捨命犧牲與自己的不成熟感到愧疚的西撒開始重視家族榮譽，以身為齊貝林家族的一份子為榮。為了替家族報仇而挑戰柱之男瓦姆烏，雖然戰敗，但在臨死前設法用最後的波紋把解藥給喬瑟夫·喬斯達。
莉莎莉莎（Lisalisa）
配音：田中敦子（日本）；張乃文（台灣）；黃玉娟（香港）
外表約20歲，實際年齡是50歲的貌美女子，住在威尼斯附近的艾亞莎·芙雷娜島上，教導喬瑟夫與西撒波紋的師父，其波紋能力是喬瑟夫全盛時期的三倍之高。武器是特製的圍巾。
她的真實身份是第一部裡艾莉娜從大西洋的輪船中救出的女嬰，本名為伊麗莎白·喬斯達（Elizabeth Joestar），是喬瑟夫的母親。之後被交給史特雷養育成人並傳授波紋氣功。因為從軍的丈夫喬治·喬斯達二世被身為吸血鬼的空軍司令官殺害，獲知實情後為丈夫復仇殺死該名吸血鬼，被目擊而被以殺人罪追緝，為不讓喬瑟夫受牽連，轉而將其交給艾莉娜照顧。第二部故事尾聲正式和喬瑟夫母子相認，隨同喬瑟夫夫妻移居美國後和劇作家再婚。
在官方小說作品《無限之王》中，98歲的莉莎莉莎首次覺醒了近距離威力型替身“地球之家”，但由於精神和肉體都開始急劇老化，她選擇住在安養院度過剩下的日子。最後在迎來百歲生日之前壽終正寢。
姓名由來是美國當代樂樂團Lisa Lisa and Cult Jam。
- 艾亞莎·芙雷娜島（Air Supplena Island）的創作原型是現實中的大聖喬治島，名稱由來是樂團空中補給。

地球之家（The House of Earth）
初登場於官方小說《無限之王》。由莉莎莉莎使用由亞瓦爾·費斯塔製造的箭的複製品所喚醒。女性近戰人型替身，並能製造出灼燒敵人的猛烈之風。通過向與太陽風匹敵的烈風中注入波紋能量，可以從根源上破壞不論生物、無生物都在物理上實體化的存在。戰鬥是會發出「YAWAYAWAYAWA！」的戰吼。不產生風力時，她會用拳頭戰鬥，也能夠粉碎石質平台，還能發出極快的連擊。由於該替身是莉莎莉莎靈魂的投射，因此不會受到莉莎莉莎因年老而四肢無力的影響。是幾個世紀以來由多位戰士傳承下來的「波紋」技術的巔峰之作。
羅吉茲（Loggins）
配音：仲野裕（日本）；李景唐（台灣）；潘文柏（香港）
莉莎莉莎的僕人，波紋高手，協助莉莎莉莎訓練喬瑟夫，最終被艾西迪西所殺。
姓名由來是美國搖滾組合的Loggins。
梅西奈（Messina）
配音：中村秀利（日本）；孫誠（台灣）；林國雄（香港）
莉莎莉莎的僕人，波紋高手，協助莉莎莉莎訓練西撒，最終被瓦姆烏重傷。
兩人姓名由來是美國搖滾組合的Messina。

### 柱之男
柱之男（柱の男）是故事中的主要反派，實為遠在人類出現之前就存在的古代生物「闇之一族」，被當時後來的原始人視為神明或惡魔敬拜，由於作品中出現的四個成員皆沉睡在石柱中、而且都是男性，故被其它劇中角色稱為柱之男，但這個族群中也有女性。柱之男畏懼陽光，只能生活在黑暗中。與人類、吸血鬼相比，他們有更強的身體能力（力量）、更長的壽命和更高的智慧。只要接觸到不含有波紋的生物就能以溶化的方式將其吸收入自己的體內作為養分。柱之男有著自己獨特的戰鬥方式「流法」（モード）。柱之男的首領是卡茲，他企圖取得恩嘉紅寶石（エイジャの赤石）並搭配自己製作的石鬼面來讓自己再度進化。但是这个创造遭到族人的反对，认为所有的生命都應該有生老病死，终极生命反而会毁灭地球上的所有生物，为此卡兹杀死了所有族人，只有艾西迪西和两个婴儿（瓦姆乌和桑塔纳）存活了下来。
卡茲（Kars）
配音：井上和彥（日本）；李景唐（台灣）；蘇強文（香港）
第二部的最終反派。柱之男的領導者，智商最高，具有為求目的不擇手段的個性，渴望克服太陽並再度進化，因此製造出石鬼面。最初的石鬼面無法激發柱之男的全部潛能，但能將人類變為吸血鬼。会为了同伴的死而悲伤，在成为究极生物时想的第一件事是殺死乔瑟夫为同伴复仇。这也与他和瓦姆乌、艾斯迪斯之间的万年羁绊有关。
使用「光之流法」，將帶有尖刺的骨頭伸出體外，變成如電鋸一般的耀眼光刀。卡茲將此種骨刀稱為「輝彩滑刀」。
透過石鬼面和恩嘉紅寶石，卡茲在故事的最後進化成「究極生命體」，具不老不死之身，能變化成各種生物，不需要進食也能活動一年，完全不需要睡眠和性行為，且有超人般的智力、視力、聽力、體力和恢復能力，還克服了太陽光和波紋。不但能使用比喬瑟夫強百倍的波紋，而且即使掉進熔岩也不會死亡，成為地球上完全無敵的終極生物。卡兹使用波纹法攻击乔瑟夫时，被乔瑟夫用恩嘉紅寶石集中波纹的能量挡了下来，而被火山的超大噴射與隨之而來的飛岩擊出地球，最後在外太空凍結成介乎於生物與礦物之間的物體，並「停止了思考」。
姓名由來是美國新潮流搖滾樂團汽車合唱團。
艾特西／艾西迪西（Esidisi）
配音：藤原啟治（日本）；梁群（台灣）；李錦綸（香港）
卡茲的同伴，在柱之男中排行第二。聰明且狡猾，精通《孫子兵法》，但性格陰晴不定，自認脾氣容易暴躁，因此會以大哭的方式來使自己冷靜。矿洞一役中在乔瑟夫的咽喉留下毒戒指，解毒劑在鼻環裡。
使用「怪焰王之流法」，可以使自己的血液沸騰至攝氏500度，再從全身伸出血管針進行攻擊。在乔瑟夫和西撒进行最终的波紋试炼时出现在尖刺地獄中，曾经用乔瑟夫最擅长的“预读下一句”（也就是「你的下一句话是」）来对付乔瑟夫，并一度识破乔瑟夫的计策。最终被乔瑟夫打敗身体被毁滅，並喝下鼻環內的解藥解了毒，但大腦部分還活著，大腦后附身在丝吉Q身上盗取莉莎莉莎的恩嘉红寶石后，被喬瑟夫和西撒用波纹法联合消灭，最后被乔瑟夫赞叹“我对他的生命致敬”。
姓名由來是著名的澳大利亞搖滾樂隊AC/DC。
瓦姆烏（Wamuu）
配音：大塚明夫（日本）；孫誠（台灣）；陳卓智（香港）
卡茲的部下，一萬兩千歲，年齡和桑塔納差不多，在柱之男中階級排行第三。是個戰鬥天才，也是重視榮譽的戰士，極度厭惡有人踏進自己的影子當中。矿洞一役在乔瑟夫·乔斯达的心脏里留下毒戒指，使乔瑟夫必须在33天内击败瓦姆乌以取得其唇環裡的解藥。
使用「風之流法」，能自由地控制吸入肺部的空氣、將之轉化為風。能透過手臂製造小型龍捲風，也能透過身體感受風的流向。可以利用噴射空氣來折射陽光，讓自己變成透明人。必殺技為「神砂嵐」，全然接下此招數的人都無一倖免。他杀死了西撒·A·齐贝林，但出于对战士的尊敬，他留下了西撒最后的波纹。最后在与乔瑟夫·乔斯达的对决中战败死去，乔瑟夫亦對其表示了敬意。
姓名由來是英國男子雙人樂團威猛樂隊。
桑塔納（Santana）
配音：乃村健次（日本）；梁興昌（台灣）；劉昭文（香港）
卡茲的部下，最年輕的柱之男，階級最低。和其他前往羅馬的柱之男不同，一個人留在墨西哥。是第一個登場的柱之男，在墨西哥遺跡被SPW財團的考古隊發現，落入納粹德國手裡並進行各種實驗。他尚未有自己的流法，但可以將自己的骨肉化作武器來攻擊。在德军军事基地中被释放后被乔瑟夫一行人引入阳光区域，却钻入修特罗海姆体内，修特罗海姆引爆自身携带的手雷后，桑塔纳被太阳照射后变成石头，後經由納粹德國的實驗，只要被切割成小於一毫米的碎片就會無法再生而亡。
故事中桑塔納被修特羅海姆以聖安納焚風（Santa Ana winds）命名，實際上其姓名由來是美國的拉丁搖滾吉他手卡洛斯·山塔那。

### 前作角色
前作第一部《幻影血脈》的登場角色。
羅伯特·E·O·史比特瓦根（Robert E. O. Speedwagon）
配音：上田燿司（日本）；馬伯強（台灣）；陳欣（香港）
在《幻影血脈》後，史比特瓦根在美國意外發現石油，並搖身一變成為能影響世界經濟的鉅富，成立了「史比特瓦根財團」（SPW財團），推動美國的醫療和經濟發展。1952年因心臟病發過世，享壽89歲，終身未娶。去世後，他一手創立的財團仍持續地幫助喬斯達一家，直至系列作第六部《石之海》。
艾莉娜·喬斯達（Erina Joestar）
配音：川澄綾子（日本）；張乃文（台灣）；蔡惠萍（香港）
舊姓潘德魯頓，喬納森的妻子，喬瑟夫的祖母。一手將喬瑟夫扶養成人，在1950年以81歲高齡過世。
史特雷（Straizo）
配音：飛田展男（日本）；喬資淯（台灣）；朱子聰〔老年時期〕、黃積權〔吸血鬼化後〕（香港）
在《幻影血脈》後，繼承師父的衣缽成為波紋門派的掌門人，內心極度憎恨衰老。後被石鬼面的魔力誘惑，希望自己能跟迪奧般長生不老，墮落成為吸血鬼。被喬瑟夫擊敗後透露出柱之男的些許消息，最後運起波紋氣功自杀。他是系列作品中唯一一位會使用波紋的吸血鬼。
在漫畫連載時期，有位讀者在史特雷死後寫了一張自己的感想寄給出版社，標題為「啊～！史特雷大人死了！」（日語：あーん！スト様が死んだ！），該明信片被附在單行本的後面，由於文筆生動有趣，不但成為JoJo迷中的趣談，也被官方的電子遊戲所引用。

### 其它角色
魯道夫·馮·修特羅哈姆（Rudol von Stroheim）
配音：伊丸岡篤（日本）；孫誠（台灣）；葉振聲（香港）
納粹德國親衛隊少校，擔任墨西哥基地指揮官期間捕捉了桑塔納，卻因實驗失敗而和桑塔納一同自爆。故事中期再度出現，以德國科技改造成改造人，同時晉升為上校，與柱之男對抗，他是見證了第二部最後之戰的唯一一人。在第二部的故事結束之後，投身於第二次世界大戰，1943年戰死於史達林格勒戰役。
他的性格高傲，經常高喊「德意志科學力是世界第一！！」，自豪自己的機械身體是「日耳曼民族的最高智慧結晶」，以納粹德國為榮，但如果是具有勇氣的人，他無論年紀或種族都相當讚賞。
姓名由來是奧地利籍的美國電影導演艾利·馮·史托洛海姆。
絲吉Q（Suzi Q）
配音：小島幸子（日本）；張乃文（台灣）；黃瑩瑩（香港）
服侍莉莎莉莎的女僕，義大利人、天然呆。曾一度被試圖盜取艾哲紅石的艾西迪西附身，獲得喬瑟夫解危，繼而對其產生好感。喬瑟夫擊敗卡茲墜海、被路過的威尼斯漁船救起後，負責看護重傷休養的喬瑟夫，在故事最後與喬瑟夫結婚。第三部擔任次要配角，為承太郎的外祖母，荷莉的母親。
姓名由來有兩說：一是來自美國搖滾歌手Suzi Quatro，二是由美國搖滾吉他手Dale Hawkins所寫的歌曲Susie Q。
史摩基·布朗（Smokey Brown）
配音：林勇（日本）；梁群（台灣）；胡家豪（香港）
喬治亞州的黑人少年，由於身因為黑人，因此在當年的美國飽受歧視，原本在紐約當扒手，因為受到了JoJo的幫助而有所改變，在故事的最後成為故鄉喬治亞州首位黑人市長。並在第三部動畫的原創情節中，成為紐約市長。
姓名由來是美國歌手史摩基·羅賓森。
多羅溫（Donovan）
配音：松田健一郎（日本）；梁興昌（台灣）；關令翹（香港）
納粹德國親衛隊的隊長，擅長無聲無息地暗殺。是系列作中少數沒有波紋但擅長武打的人類。於墨西哥奉命去綁架喬瑟夫，被喬瑟夫用波紋打敗後倒掛在仙人掌上。
姓名由來是蘇格蘭歌手唐納文。
馬克（Mark）
配音：逢坂良太（日本）；喬資淯（台灣）；胡家豪（香港）
納粹德國低階士兵，西薩的好友。將喬瑟夫等人帶到柱之男沉睡的地方後就慘死於柱之男手中。他在死前立起旗標（任務結束後回國結婚）。
馬力歐·齊貝林（Mario Zeppeli）
配音：山野井仁（日本）；李景唐（台灣）；潘文柏（香港）
威廉·A·齊貝林的兒子，西薩的父親。原本是義大利拿坡里手藝第一的家具工匠，某日突然離家追尋打倒柱之男的方法，後來為了救兒子西薩（本人不知道那就是他的兒子），被卡茲的石像整個吞噬。
喬治·喬斯達二世（George Joestar II）
喬納森的兒子，喬瑟夫的父親。具波紋的資質和才能，但從未接受訓練。英國空軍飛官，在第一次世界大戰時立下許多戰功，但死於迪奧製造的屍生人司令手中。

## 話數列表
| 卷数 | 日文標題 | 中文標題             | 日文話數 | 中文話數 |
| ---- | -------- | -------------------- | -------- | --- |
| 5    |          | 最後的波紋！之卷     |          | NEW YORK CITY・JOJO之卷 活著的雕像之卷 忍住悲痛之卷 |
| 6    |          | JOJO VS.究極生物之卷 |          | 史特雷的野心之卷 「GAME」的高手之卷 長生不老的怪物之卷 冷酷無情的史特雷之卷 納粹黨與「柱之男」之卷 「柱之男」的復活實驗之卷 「柱之男」對石鬼面之男之卷 砂漠的跟蹤者之卷 消失的桑坦那之卷 JOJO Vs.究極生物之卷 |
| 7    |          | 恩嘉紅寶石之卷       |          | 究極生物和波紋！之卷 完美的作戰計劃！之卷 修特羅哈姆的覺悟之卷 桀驁不遜者的末日！之卷 義大利麵之戰之卷 鴿子和女孩之卷 恩嘉紅寶石之卷 真理之口的真理之卷 究極戰士瓦姆烏之卷 必殺JOJO鋼珠旋風之卷               |
| 8    |          | 最終試煉！之卷       |          | 「血時鐘」戰鬥之卷 英雄的資格之卷 死亡的結婚戒指之卷 威尼斯的高人之卷 波紋戰士的考驗之卷 一點集中波紋力之卷 孤注一擲的賭局之卷 波紋高手JOJO之卷 最終試煉！之卷 嚴格鍛鍊的成果之卷                             |
| 9    |          | 步向死亡之途之卷     |          | 恐怖詭異的艾希迪西之卷 佈下大陷阱！之卷 戰前決定的勝利之卷 逼近的魔物！之卷 被附身的軀體之卷 勇赴瑞士追回紅寶石之卷 謎之納粹軍人之卷 卡茲「光之流法」之卷 步向死亡之途之卷                                    |
| 10   |          | 鮮紅的泡沫之卷       |          | 死鬥175m之卷 西撒過去的仇恨憤怒之卷 西撒孤獨的青春之卷 淒厲！幻之男之卷 光與風的激烈衝突之卷 鮮紅的泡沫之卷 西撒最後的波紋之卷 莉莎莉莎的彩絹之舞之卷 100對2的戰略之卷                                        |
| 11   |          | 回到風中的戰士之卷   |          | 骸骨踵石之卷 昔日荒漠戰爭之卷 月光的START！之卷 石柱與鐵鎚！之卷 天才的詐騙大師之卷 超級格鬥者之卷 對稱點上的攻擊之卷 疾風最終流法之卷 回歸於風的戰士之卷                                                     |
| 12   |          | 超級生物誕生!!之卷   |          | 殘暴！活祭的神殿之卷 莉莎莉莎、JOJO的羈絆之卷 JOJO最後的波紋之卷 喬治・喬斯達的悲劇之卷 超級生物誕生！之卷 JOJO最後的賭注之卷 神般的男子！之卷 驚異的紅寶石威力之卷 歸來的男人之卷                            |

## 出版書籍
單行本
| 冊數 | 集英社        | 集英社             |
| 冊數 | 發售日期      | ISBN               |
| ---- | ------------- | ------------------ |
| 5    | 1988年8月10日 | ISBN 4-08-851130-1 |
| 6    | 1988年10月7日 | ISBN 4-08-851062-0 |
| 7    | 1988年12月6日 | ISBN 4-08-851063-7 |
| 8    | 1989年2月10日 | ISBN 4-08-851064-4 |
| 9    | 1989年4月10日 | ISBN 4-08-851065-1 |
| 10   | 1989年6月9日  | ISBN 4-08-851066-8 |
| 11   | 1989年8月10日 | ISBN 4-08-851067-5 |
| 12   | 1989年10月9日 | ISBN 4-08-851068-2 |

文庫版
| 冊數 | 集英社        | 集英社             |
| 冊數 | 發售日期      | ISBN               |
| ---- | ------------- | ------------------ |
| 4    | 2002年4月18日 | ISBN 4-08-617787-0 |
| 5    | 2002年4月18日 | ISBN 4-08-617788-9 |
| 6    | 2002年5月17日 | ISBN 4-08-617789-7 |
| 7    | 2002年5月17日 | ISBN 4-08-617790-0 |

第2部 總集篇
| 冊數 | 集英社        | 集英社                 |
| 冊數 | 發售日期      | ISBN                   |
| ---- | ------------- | ---------------------- |
| 上   | 2012年12月7日 | ISBN 978-4-08-111058-2 |
| 下   | 2013年1月5日  | ISBN 978-4-08-111059-9 |

函裝版（盒裝版）
| 冊數 | 集英社       | 集英社                 | 東立出版社     | 東立出版社             |
| 冊數 | 發售日期     | ISBN                   | 發售日期       | ISBN                   |
| ---- | ------------ | ---------------------- | -------------- | ---------------------- |
| 4    | 2014年2月4日 | ISBN 978-4-08-782835-1 | 2016年11月25日 | ISBN 978-986-431-915-2 |
| 5    | 2014年3月4日 | ISBN 978-4-08-782836-8 | 2016年12月27日 | ISBN 978-986-431-916-9 |
| 6    | 2014年4月4日 | ISBN 978-4-08-782837-5 | 2017年1月13日  | ISBN 978-986-431-917-6 |
| 7    | 2014年5月2日 | ISBN 978-4-08-782838-2 | 2017年2月17日  | ISBN 978-986-431-918-3 |

## 其他細節
- 西薩的祖父威廉·A·齊貝林在原本的設定中並無子嗣，但後來卻出現了西薩一角，使得不滿的讀者寫信到出版社批評作者。後來單行本第四集中對威廉·A·齊貝林的家世描述的台詞稍作了修改，作者荒木飛呂彥也在該集的最後撰寫了一篇道歉文章。